# Andrej Platonov
Andrej Platonov (Russisch: Андрей Плато́нов) (Voronezj, 1 september 1899 - Moskou, 5 januari 1951), pseudoniem van Andrej Platonovitsj Klimentov (Russisch: Андрей Платонович Климентов), was een Russisch schrijver en dichter ten tijde van de vroege Sovjet-periode. 

## Leven
Platonov werd in de omgeving van Voronezj geboren als zoon van een metaalarbeider en oudste van tien kinderen. Na zijn jeugd vervulde hij diverse baantjes en werkte zich via bijstudies op tot ingenieur, in 1924. Vanaf 1918 publiceerde hij ook zijn eerste verhalen en gedichten.
Na de Russische Revolutie toonde Platonov zich actief in de ondersteuning van het Bolsjewistische regime, onder meer bij de bevoorrading van troepen tijdens de Russische Burgeroorlog, later als elektrotechnisch medewerker aan grote projecten. Ook schreef hij propagandistische artikelen in diverse Sovjetbladen. Niettegenstaande zijn aanvankelijke solidariteit met de revolutie bleef Platonov altijd kritisch en sceptisch. Hij was fel gekant tegen de zelfbevoordelende praktijken van lokale Bolsjewieken tijdens de hongersnood van 1921, bekritiseerde openlijk de doorgeschoten bureaucratie en ageerde begin jaren dertig nadrukkelijk tegen de collectivisatie.
Medio jaren twintig werd Platonov lid van de door Aleksandr Voronski opgerichte literaire groepering Pereval, die pleitte voor kwaliteit in de literatuur en protesteerden tegen het simplisme en vulgarisme van de proletarische schrijvers alsook tegen het rationalisme van de futuristen. De arrestatie van Voronski, na een geënsceneerde lastercampagne, schokte hem diep.
De kritische houding van Platonov en de kritische toon in zijn werken brachten zijn literaire carrière begin jaren dertig geleidelijk in het slop. In die periode werd ook zijn zoon gearresteerd en verbannen, om na zijn terugkeer Platonov aan te steken met tuberculose, hetgeen zijn gezondheid voor de rest van zijn leven ondermijnde.
Mede vanwege de ambivalente houding van Jozef Stalin tegenover Platonovs werk wist hij de zuiveringen in de tweede helft van de jaren dertig te overleven. Tijdens de Tweede Wereldoorlog was hij nog enige tijd oorlogsverslaggever, maar na de oorlog verslechterde zijn gezondheidstoestand, werkte nog een tijdje als conciërge bij de communistische schrijversbond. Hij stierf na moeilijke laatste jaren in 1951.
Bij zijn dood was Platonov relatief onbekend, maar tijdens de ‘dooi’, na 1956, kwam er een herwaardering van zijn werk. Zijn invloed op veel moderne Russische schrijvers is aanzienlijk.

## Werk
Platonovs werk is stilistisch sterk, soms vervreemdend (hij zondigt vaak bewust tegen grammaticale regels), vol van symbolen en heeft inhoudelijk onmiskenbaar kenmerken van het absurdisme en het existentialisme. Hij beschouwt de wereld als een filosoof door de ogen van de werkende mens: vaak een rusteloze, gekwelde figuur, altijd onderweg, in beweging, op reis, in de natuur, op zoek naar de zin van het bestaan (die uiteindelijk niet wordt gevonden). De invloed van Dostojevski is duidelijk zichtbaar. Ook is er een duidelijke link met de Russisch filosoof Nikolaj Fjodorov, die stelt dat geluk voor alle mensen het ultieme levensdoel is: het doel van de eeuwige zoektocht van de mens. Fjodorov ging daarbij zo ver, dat hij stelde dat op die manier de mens de dood zou kunnen overwinnen.

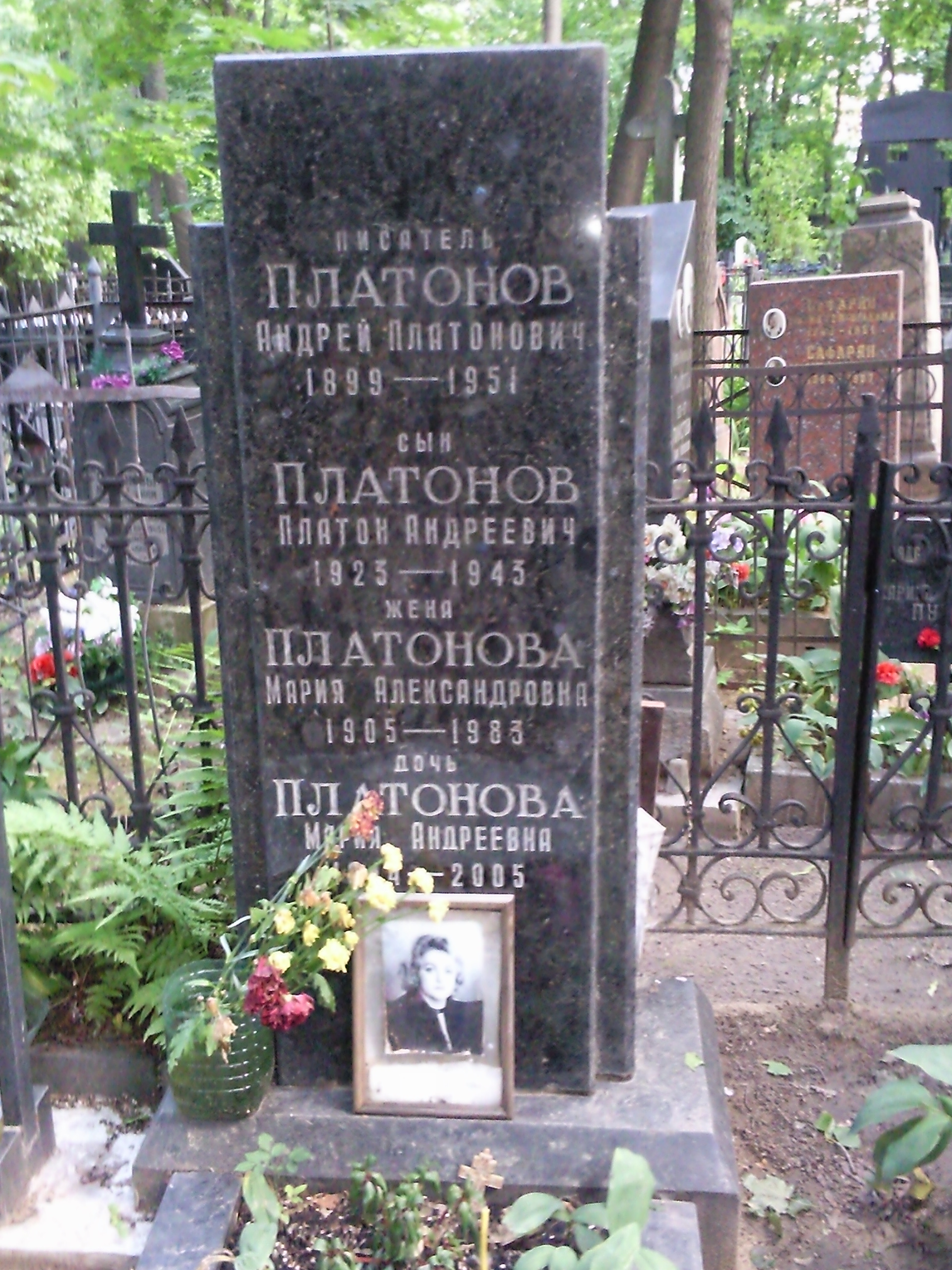
Graf van Platonov, Armeens kerkhof, Moskou

Platonov maakte in de jaren twintig vooral naam met korte verhalen en novellen, onder meer gebundeld in De sluizen van Jepifan (1927) en De verborgen mens (1928). In veel van deze verhalen stelt Platonov de Dostojevskiaanse vraag naar de vooruitgang: is de vooruitgang wel nodig als die met lijden gepaard moet gaan. Deze gedachte komt ook terug in zijn bekendste roman Tsjevengoer (geschreven eind jaren twintig, eerst verschenen in 1972 te Parijs). Tsjevengoer is een filosofische roman over de revolutie. De leider van de stad Tsjevengoer realiseert het communisme door alle “Bourgeois” uit te roeien (“een saai maar noodzakelijk werk”). De enige die overblijft is de dromer Dvanov, die als een Don Quichotte het geluk najaagt, maar uiteindelijk zelfmoord pleegt. Het in 1930 geschreven De bouwput (pas in 1969 in Londen verschenen en in Nederland in 1976 in vertaling verschenen) is een voortzetting van Tsjevengoer, maar dan tien jaar later, na de collectivisatie.
De poëzie van Platonov wordt gekenmerkt door een vaak satirische en ironische tegenstelling tussen het verhevene en het platvloerse, het heldhaftige en het lachwekkende. Als groot taalkunstenaar heeft Platonov de Russische taal met diverse verrassend nieuwe woordcombinaties verrijkt.

## Publicaties (selectie)
Van Platonov verschenen onder meer, naar jaar van schrijven:
- 1922 — De blauwe diepte (Голубая глубина), gedichtenbundel
- 1926 — De Antisexus, novelle (Антисексус) — De sluizen van Jepifan (Епифанские шлюзы) — De stad Gradov, novelle (Город Градов) — De koetsiersvoorstad (Ямская слобода)
- 1927 — Hoe het lampje van Iljitsj ontstoken werd (Как зажглась лампа Ильича) — De weg van de ether (Эфирный тракт) — De verborgen mens (Сокровенный человек)
- 1928 — De ongelovige Makar (Усомнившийся Макар)
- 1929 — Tsjevengoer, roman (Чевенгур) — Een meester in wording, novelle (Происхождение мастера)
- 1930 — De bouwput, roman (Котлован)
- 1931 — Winst, novelle (Впрок) — Veertien rode hutjes, toneelstuk (14 красных избушек) — De zee der jeugd (Ювенильное море)
- 1933 — De gelukkige Moskou, onvoltooide roman (Счастливая Москва)
- 1934 — Dzjan, roman (Джан)
- 1937 — De Potoedan (Река Потудань) — In deze prachtige, grimmige wereld (В прекрасном и яростном мире) — Fro (Фро)
- 1945 — Nikita (Никита)
- 1946 — De familie Ivanov (Семья Иванова) — De thuiskomst (Возвращение)

In 2009-2011 verscheen in Rusland zijn verzameld werk in een achtdelige uitgave gebaseerd op het familiearchief.

## Nederlandse vertalingen
- In deze prachtige, grimmige wereld, vert. Charles B. Timmer, 1974 (bevat: De sluizen van Jepifan - De verborgen mens - Een staatsburger - De derde zoon - Fro - Het lemen huis in de tuin - De Potoedan - In deze prachtige, grimmige wereld - De thuiskomst)
- De bouwput, vert. Kees Verheul, 1976
- De Antisexus, vert. Jan Robert Braat, 1986
- Dzjan, vert. Jan Robert Braat, 1987 (herzien 2013)
- Een meester in wording, vert. Kees Verheul, 1987
- Tsjevengoer, vert. Lourens Reedijk, 1988 (roman)
- De verborgen mens — De thuiskomst, 1988 (twee novellen)
- De stad Gradov, vert. Jan Robert Braat, 1989 (bevat: De stad Gradov - Waar het elektriek geboren werd - De Antisexus - Een weldenkend burger - Makar krijgt twijfels)
- De zee der jeugd, vert. Lourens Reedijk, 1989 (novelle)
- De gelukkige Moskou, 1991 (bevat de onvoltooide romans De gelukkige Moskou en Een technische roman)
- Verhalen, vert. Aai Prins, 2019, ISBN 9789028290181
- Romans, vert. Aai Prins, 2023, ISBN 9789028232020 (bevat Tsjevengoer, De bouwput, Brood en lezen, Dzjan en De gelukkige Moskou)